# Vendlincourt
Vendlincourt är en ort och kommun i distriktet Porrentruy i kantonen Jura, Schweiz. Kommunen har 547 invånare (2023).